# SN 1980M
SN 1980M – supernowa odkryta 30 listopada 1980 roku w galaktyce A063857-3641. W momencie odkrycia miała maksymalną jasność 17,00m.